# Brustury (okres Ťačiv)
Brustury (česky dříve také Brustura, ukrajinsky Брустури, v letech 1946 až 2023 Лопухів (Lopuchiv)), je obec v okrese Ťačiv v Zakarpatské oblasti Ukrajiny.
Brustury jsou součástí Usť-Čorňanské územní komunity.

## Historie
Obec byla poprvé zmíněna v 1. polovině 18. století. Do uzavření Trianonské smlouvy byla obec součástí Uherska, poté byla součástí Československa. Za první československé republiky zde byl obecní notariát a poštovní úřad. Od 15. dubna 1939 byla obec součástí samostatného státu Karpatská Ukrajina; o několik dní později bylo Zakarpatí obsazeno maďarskými vojsky. V říjnu 1944 byly Brustury maďarskými vojsky vypáleny. Více než sto obyvatel obce se dobrovolně přihlásilo do boje v 1. československém armádním sboru a vstoupilo do řad Rudé armády; jejich jména byla vyryta na obelisk, který dnes stojí uprostřed vesnice. Od roku 1945 obec patřila k Ukrajinské sovětské socialistické republice, která byla součástí SSSR. V roce 1946 byla obec přejmenována na Lopuchiv. Dne 29. června 2023 byl obci vrácen původní název.

## Místní části
- Bystryk, ukrajinsky Бистрик
- Pročka, ukrajinsky Прочка
- Jablunycja, ukrajinsky Яблуниця